# Бобич, Ильдефонс
Ильдефо́нс Бо́бич (бел. Ільдэфонс Бобіч, литературный псевдоним — Пётра Просты; 10 (22) января 1890 — 28 апреля 1944) — белорусский католический священник и богослов, прозаик, публицист, переводчик. Сторонник использования белорусского языка во время католических богослужений.

## Биография
Родился 10 января 1890 года в деревне Дедино Виленской губернии, близ Друи, в семье небогатого белорусского крестьянина. В 1909 году окончил гимназию в городе Ковно. Во время учёбы присоединился к белорусскому возрожденческому движению. Тогда же начал писать литературные произведения на белорусском языке. Первый его рассказ «Сьлёзы» был напечатан 25 января 1907 года в газете «Наша Ніва».
В дальнейшем также печатался в «Первом белорусском календаре» «Нашей Нивы» («Першы беларускі календар» «Нашай Нівы»), а позднее — в изданиях «Наша думка» и «Беларускія ведамасці».
По окончании гимназии, в 1909 году поступил в Виленскую духовную семинарию. В 1911 года был направлен в Рим, где обучался до 1913 года. Получил благословение папы римского Пия X для всего белорусского народа, а также на издание католической газеты «Беларус» (Biełarus). Она печаталась в Вильне на латинице в 1913—1915 гг.
27 июля 1915 года Бобич был рукоположен в священники. Служил в Идолте. Адам Станкевич, упоминая о нём в своей книге «Родная мова ў сьвятынях», писал, что тот во время богослужений использовал белорусский язык. С 1920 года Бобич служил викарием кафедрального костёла в Вильне. Также преподавал в Виленской духовной семинарии.
Участвовал в съезде белорусского католического духовенства в Вильне, на котором выступил с докладом о белорусском религиозном издательстве. Благодаря его выступлению съезд принял ряд постановлений, в которых рассматривалась возможность расширения использования белорусского языка в церкви. Предполагалось ввести его в Виленской духовной семинарии, а также добиваться от Святого престола назначения на должность епископа-суффрагана кого-нибудь из белорусских священников. Вскоре после съезда появилась организация священников-белорусов «Светач», которая сразу же была запрещена комиссаром правительства в Вильне.
Ксёндз Бобич много сделал для того, чтобы как можно больше местных священников приобщить к использованию белорусского языка во время богослужений. Для этого он написал и представил рецензентам работу «Нядзельныя Евангельлі й навукі» в трёх томах. После долгого согласования с цензорами он получил разрешение на издание своего труда.
В 1923 году Бобича назначили настоятелем в деревне Германовичи в Дисненском уезде (ныне расположена в Шарковщинском районе Витебской области). Там он продолжил вести богослужения на белорусском языке и организовал молодёжный католический кружок. В 1930 году он являлся настоятелем Петропавловского костёла в Ивье. Одновременно с этим был настоятелем и деканом Вишневского деканата.
Сотрудничал с белорусским журналом «Крыніца». Во время немецкой оккупации подготовил к публикации белорусскоязычные сборники проповедей «Роднае слова ў касцёле» и «Навучайце ўсе народы», а также труд, посвящённый философии молитвы, который так и не был издан. Бобич намеревался написать ещё четыре тома проповедей, но не успел. В 1942 года он был арестован немцами. Некоторое время находился в тюрьме. В 1944 году его выпустили на свободу, однако вскоре после этого он скончался. Был похоронен рядом с костёлом святых Петра и Павла.

## Сочинения
- «Сьлёзы»
- «У калядны ціхі вечар»
- «Воля»
- «Скарб»
- «Абразкі»
- «Свякроўка»
- «Нашто беларусам газеты»
- «Нядзельная Евангельлі й навукі»